# Sikorsky R-6
El Sikorsky R-6 fue un helicóptero ligero biplaza estadounidense de los años 40. En servicio con la Real Fuerza Aérea y con la Marina Real británicas, fue llamado Hoverfly II.

## Desarrollo
El R-6/Hoverfly II fue desarrollado como mejora del exitoso Sikorsky R-4. Para mejorar las prestaciones, se diseñó un aerodinámico fuselaje completamente nuevo y el puro, que llevaba el rotor de cola, fue alargado y enderezado. El rotor principal y el sistema de transmisión del R-4 se retuvieron. Sikorsky asignó su designación Model 49 al nuevo diseño. Más tarde, se llevaron a cabo modificaciones de equilibrio dinámico en el rotor por Doman Helicopters Inc. La nueva aeronave podía alcanzar los 160 km/h, comparados con los 132 km/h de la versión anterior.
La producción inicial fue de Sikorsky, pero la mayoría de los  ejemplares fueron construidos por Nash-Kelvinator. Algunas de las últimas aeronaves fueron equipadas con motores más potentes.

## Historia operacional
Los primeros R-6 fueron entregados a las Fuerzas Aéreas del Ejército de los Estados Unidos (USAAF) a finales de 1944, y algunos fueron transferidos a la Armada estadounidense (USN). Inicialmente, estaba previsto que 150 R-6 pasaran a la Real Fuerza Aérea (RAF), pero retrasos causados por el cambio de producción de la fábrica de Sikorsky en Stratford (Connecticut), a la de Nash-Kelvinator en Detroit, Míchigan, significaron que solo 27 R-6A fueran entregados realmente a la RAF como Hoverfly II. Quince de estos fueron transferidos al Arma Aérea de la Flota (FAA) de la Marina Real.
Algunos de los ejemplares de la RAF fueron asignados al 657th Squadron de la RAF para probar el uso de helicópteros en tareas de cooperación con el Ejército, y podían instalarse dos camillas externamente en el fuselaje. El 657th Squadron operó sus Hoverfly II como Puestos de Observación Aérea, reconociendo para unidades de artillería del ejército. Los Hoverfly II permanecieron operando hasta abril de 1951, y un ejemplar de escuadrón fue exhibido en el Salón Aeronáutico de Farnborough de septiembre de 1950.
La FAA usó sus Hoverfly II en tareas de entrenamiento y enlace. Unidades navales que lo usaron incluyen el 771st Squadron desde diciembre de 1945, seguido por el 705th Squadron.
Las USAAF operaron sus R-6 en tareas secundarias y los supervivientes fueron redesignados H-6A en 1948. Los ejemplares de la Armada estadounidense fueron designados HOS-1 y estaba previsto que 64 más fueran transferidos desde las USAAF, pero esto no sucedió.
Se realizaron ventas de S-49 excedentes militares en el mercado civil a finales de los años 40, pero ninguno permanece operativo actualmente. Se exhiben cuatro aparatos en museos estadounidenses.

## Variantes

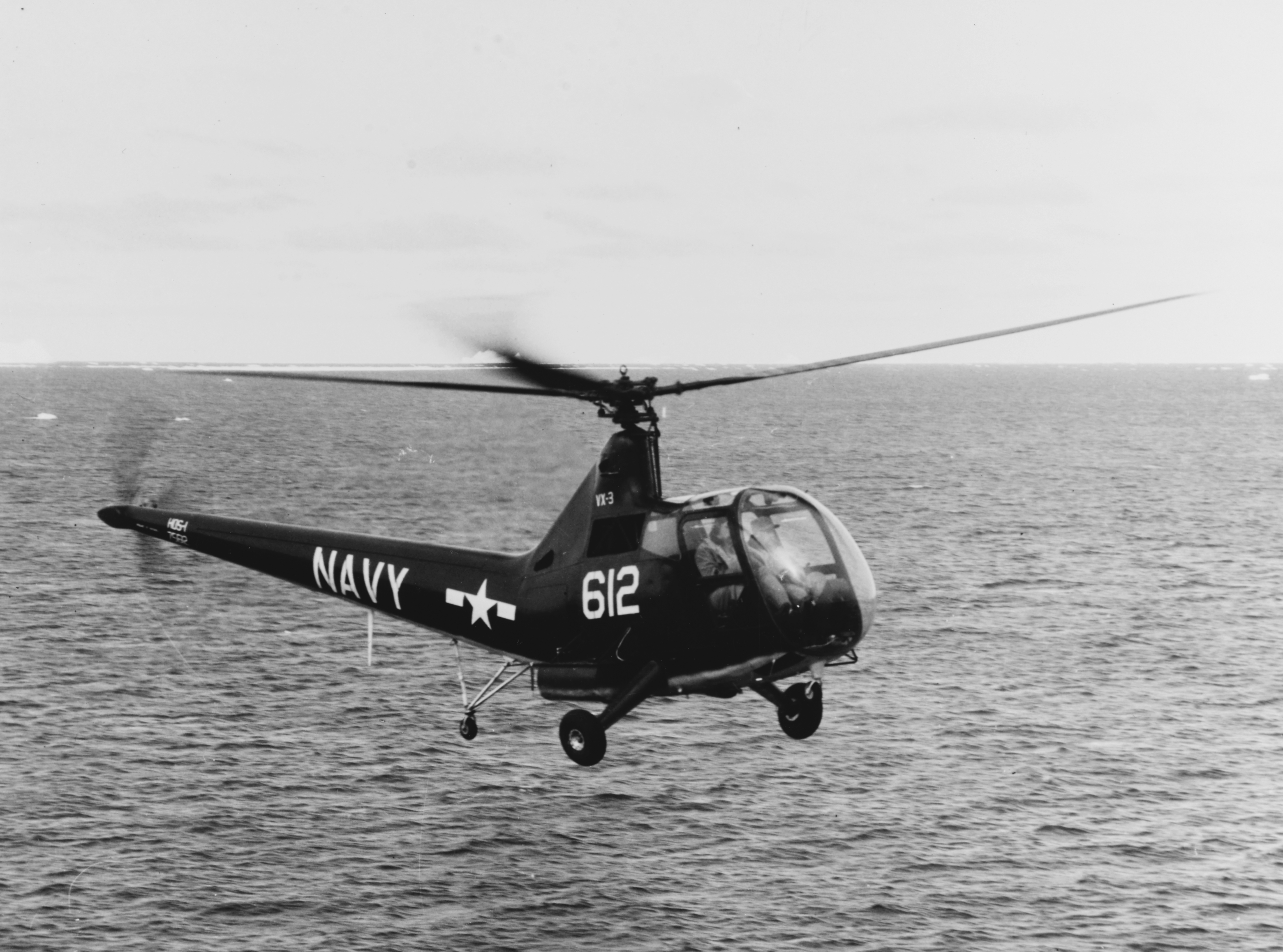
Un HOS-1 de la Armada estadounidense en enero de 1947.

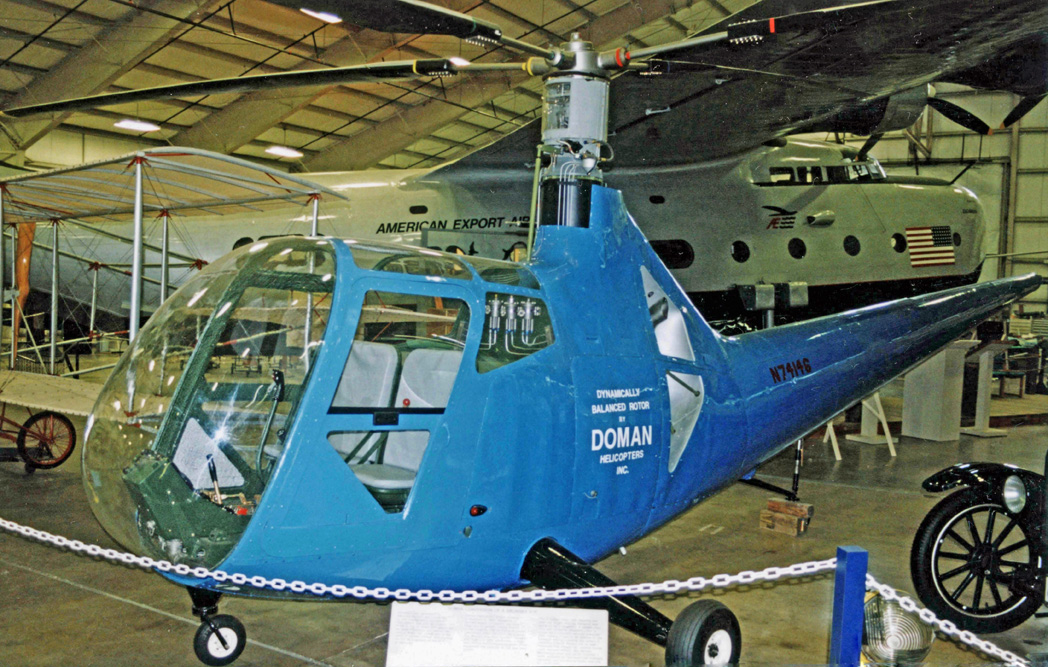
El R-6 fue la base para el Doman LZ-1A, que usaba el fuselaje de un R-6A Hoverfly II. Este ejemplar fue puesto en exhibición en el New England Air Museum en Windsor Locks (Connecticut) en 2005.

XR-6
Prototipo propulsado por un Lycoming O-435-7 de 225 hp, uno construido.
XR-6A
Como el XR-6, pero propulsado por el Franklin O-405-9 de 240 hp, cinco construidos, de los que tres fueron a la Armada estadounidense como XHOS-1.
YR-6A
Como el XR-6A con pequeños cambios, 26 construidos por Nash-Kelvinator.
R-6A
Modelo de producción, 193 construidos por Nash-Kelvinator, de los que 36 fueron a la Armada estadounidense como HOS-1 y 27 a la RAF como Hoverfly II.
R-6B
Variante proyectada con motor Lycoming O-435-7 de 225 hp, pero no desarrollada.
XR-7
Desarrollo proyectado del XR-6 con motor Franklin O-405-9 de 240 hp, no construida.
Doman LZ-1
Un R-6A modificado como bancada.
Doman LZ-1A
Un R-6A modificado como bancada con palas del rotor rígidas y cubo del rotor autolubricante diseñados por Doman.

## Operadores
Estados Unidos
- Fuerzas Aéreas del Ejército de los Estados Unidos[6]
- Guardia Costera de los Estados Unidos[6]
- Armada de los Estados Unidos[6]

 Reino Unido
- Real Fuerza Aérea[6]

## Aeronaves en exhibición
- 43-45462: R-6A en exhibición estática en el Museo Militar de Aviación en la Base Aérea Militar n.º 1 Santa Lucía en México.[7]
- 43-45473: R-6A en exhibición estática en el United States Army Aviation Museum en Fort Rucker, cerca de Ozark (Alabama).[8]
- 43-45379: R-6A en exhibición estática en el Museo Nacional de la Fuerza Aérea de Estados Unidos en Dayton (Ohio).[9]
- 43-45480: LZ-1A en exhibición estática en el New England Air Museum en Windsor Locks, Connecticut. Fue convertido desde un R-6 por Doman.[10]
- 43-45531:[11] R-6 en restauración en el American Helicopter Museum and Education Center en West Chester (Pensilvania).[12]

## Especificaciones (R-6A)
Referencia datos: Thetford, 1977

### Características generales
- Tripulación: Uno (piloto)
- Capacidad: Un observador
- Longitud: 14,6 m (47,9 ft)
- Diámetro rotor principal: 11,6 m (38 ft)
- Peso cargado: 1179 kg (2598,5 lb)
- Planta motriz: 1× motor bóxer de seis cilindros refrigerado por aire Franklin O-405-9.
  - Potencia: 180 kW (248 HP; 245 CV)

### Rendimiento
- Velocidad máxima operativa (Vno): 160 km/h (99 MPH; 86 kt)
- Techo de vuelo: 3000 m (9843 ft)

## Aeronaves relacionadas

### Desarrollos relacionados
- Sikorsky R-4

### Secuencias de designación
- Secuencia S-_ (interna de Sikorsky): ← VS-300 (S-46) - S-47 - S-48 - S-49 - S-50 - S-51 - S-52 →
- Secuencia LZ-_ (interna de Doman): LZ-1 - LZ-2 - LZ-4 - LZ-5 - H-31 - D-10
- Secuencia R-_ (Alas Rotatorias del USAAC/USAAF, 1941-1948): ← R-3 - R-4 - R-5 - R-6 - R-7 - R-8 - R-9 - R-10 →
- Secuencia H-_ (Helicópteros de la USAF, 1948-1962): H-5 - H-6 - H-9 - H-10 - H-11 →
- Secuencia HO_S (Helicópteros de Observación de la Armada estadounidense, 1944-1962 (Sikorsky, 1928-1962)): HOS - HO2S - HO3S - HO4S →